# Fotogram
Fotogram je fotografska slika napravljena bez kamere postavljanjem objekata izravno na površinu materijala osjetljivog na svjetlost kao što je fotografski papir i zatim izlaganjem svjetlu.
Uobičajeni rezultat je negativna slika sjene koja pokazuje varijacije u tonu koje ovise o prozirnosti korištenih objekata. Područja papira koja nisu primila svjetlo izgledaju bijela; oni izloženi kraće vrijeme ili kroz prozirne ili poluprozirne objekte izgledaju sivi, dok su potpuno eksponirana područja crna u konačnom ispisu.
Tehnika se ponekad naziva fotografija bez kamere. Koristio ga je Man Ray u svojim radiografijama. Drugi umjetnici koji su eksperimentirali s ovom tehnikom su László Moholy-Nagy, Christian Schad (koji ih je nazvao "Schadographs"), Imogen Cunningham i Pablo Picasso.